# Абдулов, Эльнур Джамал оглы
Эльнур Джамал оглы Абдулов (азерб. Abdulov Elnur Camal oğlu; род. 18 сентября 1992, Сумгаит) — азербайджанский футболист, амплуа — полузащитник. Выступает в команде «Шахдаг». Старший брат Самир также является профессиональным футболистом.

## Клубная карьера
Эльнур Абдулов является воспитанником бакинского «Интера», в составе которого начинал свою профессиональную карьеру футболиста в 2009 году. Был в заявке бакинского «Интера» для участия в Лиге чемпионов сезона 2010/2011. 22 июня 2012 года подписал двухлетний контракт с агдамским «Карабахом», где провёл всего один сезон. В июле 2013 года, во время летнего трансферного окна, перешёл в клуб азербайджанской Премьер-лиги «Ряван» Баку.
В Кубке Азербайджана провёл две игры, по одной игре в составе «Интера» и «Рявана».

## Сборная
Дебют в составе юношеской сборной Азербайджана до 19 лет состоялся 11 октября 2010 года во время отборочного матча чемпионата Европы среди юношей до 19 лет против сборной Португалии, завершившейся вничью 2:2. Провёл на поле первые 77 минут матча.
6 июня 2012 года был впервые заявлен в составе молодёжной сборной Азербайджана на матч квалификационного раунда чемпионата Европы против сборной Исландии в городе Рейкьявик, завершившемся победой сборной Азербайджана со счётом 2:1.

## Достижения
«Интер» Баку
- Чемпион Азербайджана: 2010
- Финалист кубка Азербайджана: 2011